# Tyra Misoux
Tyra Misoux (sau Miriam S.), (n. 3 ianuarie 1983, Steinfurt) este o actriță porno germană, care mai este cunoscută în Berlin, sub numele de Jasmin, Lexi, Lexi Love, Leonie Love, Myriam Love.
1. ↑  „Tyra Misoux”, Internet Movie Database, accesat în 16 iulie 2016
2. ↑  Adult Film Index